# Ľubomír Javorský
Ľubomír Javorský (23. září 1949 Veľký Šariš – 7. listopadu 2005 Košice) byl slovenský politik za HZDS, po sametové revoluci československý poslanec Sněmovny národů Federálního shromáždění, v 90. letech slovenský ministr zdravotnictví a poslanec Národní rady SR.

## Biografie
V letech 1965–1968 vystudoval SVVŠ Tarase Ševčenka v Prešově a pak v letech 1968–1974 Lékařskou fakultu Univerzity Pavla Jozefa Šafárika v Košicích. V 70. letech působil jako stomatolog na OÚNZ Stará Ľubovňa, pak v období let 1979–1992 jako pracovník úseku stomatologické chirurgie na OÚNZ Prešov. Později ještě v červnu 1998 obhájil dizertaci a získal titul PhD.
Ve volbách roku 1992 byl za HZDS zvolen do slovenské části Sněmovny národů. Ve Federálním shromáždění setrval do zániku Československa v prosinci 1992. Uvádí se bytem Veľký Šariš. V letech 1992–1994 byl ředitelem Nemocnice s poliklinikou v Prešově.
V třetí vládě Vladimíra Mečiara zastával v letech 1994–1998 post slovenského ministra zdravotnictví.
Po odchodu z ministerské funkce byl primářem stomatochirurgie a přednostou Klininy mixilofaciální chirurgie Nemocnice s poliklinikou v Prešově. Působil i na Fakultě zdravotnictví na Prešovské univerzitě. Nadále byl členem HZDS, ale v poslední době se již neúčastnil krajských schůzí strany. Před 12. hodinou 7. listopadu 2005 ho našla manželka v jejich rodinném domě ve Veľkém Šariši s prostřelenou hlavou. Zemřel téhož dne krátce po převozu do košické fakultní nemocnice. Spáchal sebevraždu legálně drženou pistolí.